# Ganwang (köpinghuvudort i Kina, Liaoning Sheng, lat 40,81, long 122,55)
Ganwang (kinesiska: 感王, 感王镇) är en köpinghuvudort i Kina. Den ligger i provinsen Liaoning, i den nordöstra delen av landet, omkring 130 kilometer sydväst om provinshuvudstaden Shenyang. Antalet invånare är 45 464. Befolkningen består av 22 121 kvinnor och 23 343 män. Barn under 15 år utgör 15,0 %, vuxna 15-64 år 75 %, och äldre över 65 år 9,0 %.
Runt Ganwang är det tätbefolkat, med 476 invånare per kvadratkilometer. Närmaste större samhälle är Haizhou, 16,4 km öster om Ganwang. Trakten runt Ganwang består till största delen av jordbruksmark.
Genomsnittlig årsnederbörd är 976 millimeter. Den regnigaste månaden är juli, med i genomsnitt 249 mm nederbörd, och den torraste är januari, med 7 mm nederbörd.